# 八幡町 (山形県)
八幡町（やわたまち）は、かつて山形県飽海郡におかれていた町。2005年11月1日、酒田市および飽海郡松山町・平田町と合併し、新しい酒田市の一部となったため廃止した。

## 地理
町の大部分は丘陵で、北側には鳥海山があり、そのふもとから日向川が流れ出る。
- 山:鳥海山
- 河川:日向川、荒瀬川
- 湖沼:鶴間池（モリアオガエル）
- 峡谷:青沢峡、前ノ川峡

### 隣接していた自治体
- 酒田市
- 飽海郡：遊佐町、平田町
- 最上郡：真室川町
- 秋田県由利本荘市

## 歴史
- 1889年（明治22年）4月1日 - 町村制施行、一條村、観音寺村、大沢村、日向村が誕生。
- 1954年（昭和29年）10月1日 - 一條村、観音寺村、大沢村、日向村が合併。八幡町誕生。
- 2005年（平成17年）11月1日 - 酒田市・飽海郡平田町・松山町と新設合併し、改めて酒田市が発足。同日八幡町廃止[1]。

## 行政
- 最後の町長：後藤孝司（1994年から）
- 市町村合併
八幡町は、酒田市と飽海郡4町（八幡町・平田町・松山町・遊佐町）が参加する「庄内北部地域合併協議会」に参加していた。

## 姉妹都市・提携都市
- 沖縄県東村 2004年10月より

## 交通

### 空港
- 庄内空港

### 鉄道
町内を鉄道路線は通っていない。鉄道を利用する場合の最寄り駅は、JR東日本羽越本線本楯駅。

### 路線バス
- 庄内交通
- 八幡町福祉乗合バス「ぐるっとバス」

### 道路
- 高速道路
  - 山形自動車道：酒田みなとIC（酒田市）が比較的近い。
- 一般国道
  - 国道344号、国道345号
- 都道府県道
  - 主要地方道
    - 山形県道59号酒田八幡線

## 名所・旧跡・観光スポット・祭事・催事
- 八森自然公園
- 八森温泉ゆりんこ
- 湯の澤霊泉
- 鳥海高原家族旅行村
- 湯の台温泉鳥海山荘
- 玉簾の滝(ライトアップが行われる)
- 八幡神社
- 堂の前遺跡（国の史跡、1979年10月23日指定）

## その他
- 環境省の猛禽類保護センターが置かれる。
- 国土庁｢水の郷百選｣認定。

## 出身有名人
- 富樫宜資 - 空手家